# Idaea eucrossa
Idaea eucrossa är en fjärilsart som beskrevs av Turner 1932. Idaea eucrossa ingår i släktet Idaea och familjen mätare. Inga underarter finns listade i Catalogue of Life.